# Ronda de Valencia

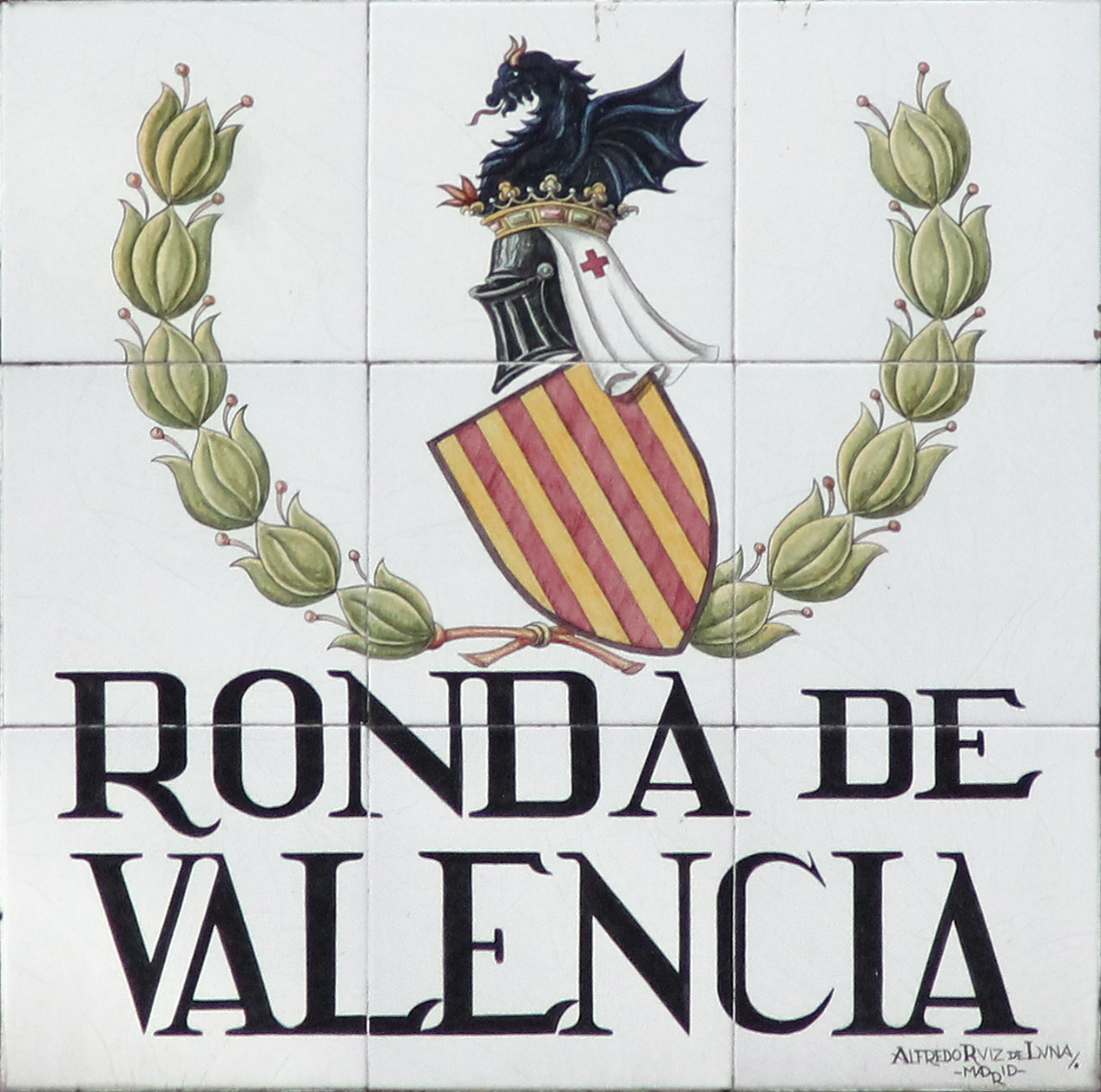
Placa cerámica de la calle, por Alfredo Ruiz de Luna.

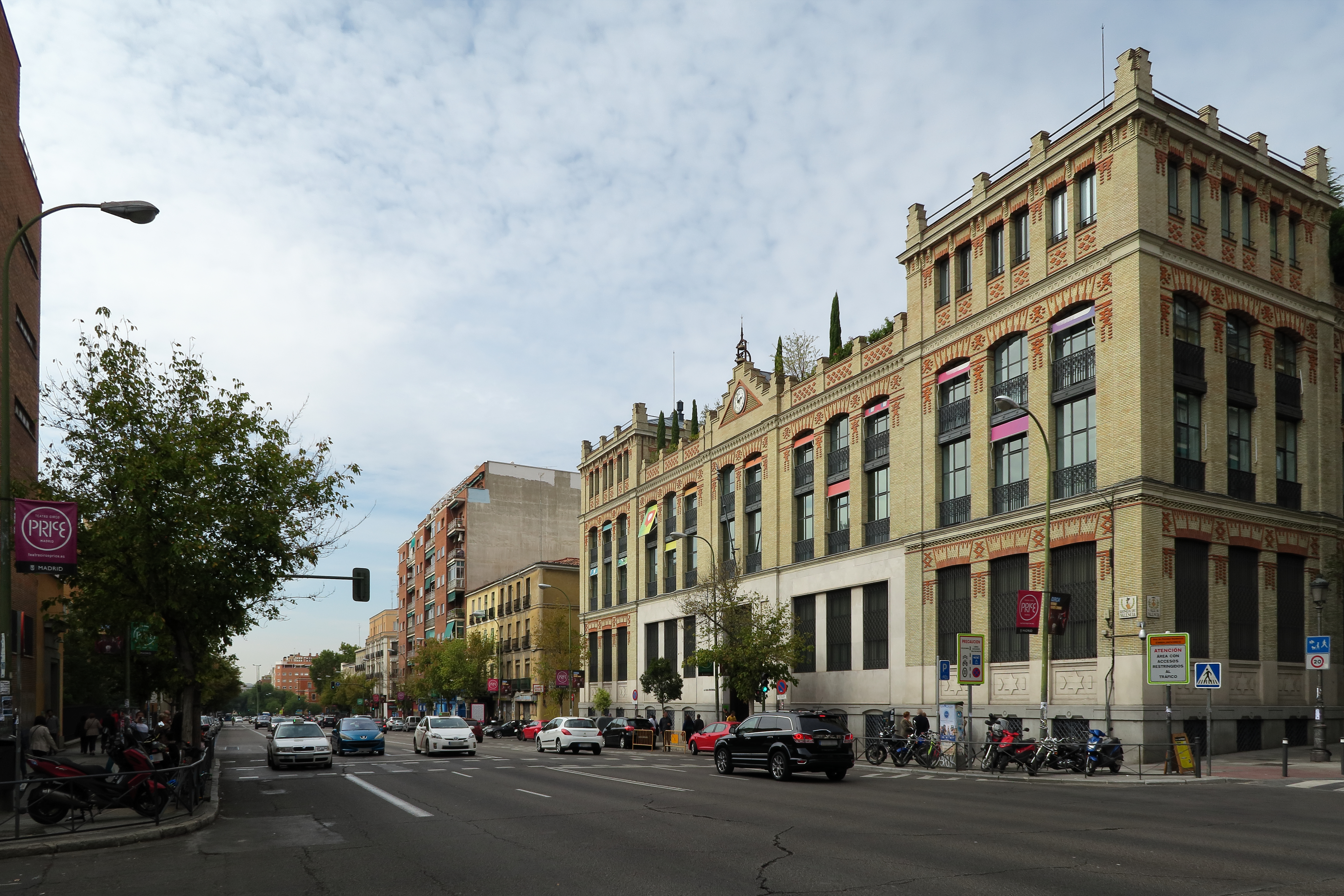
Ronda de Valencia, desde calle Fray Luis de León (en 2016)

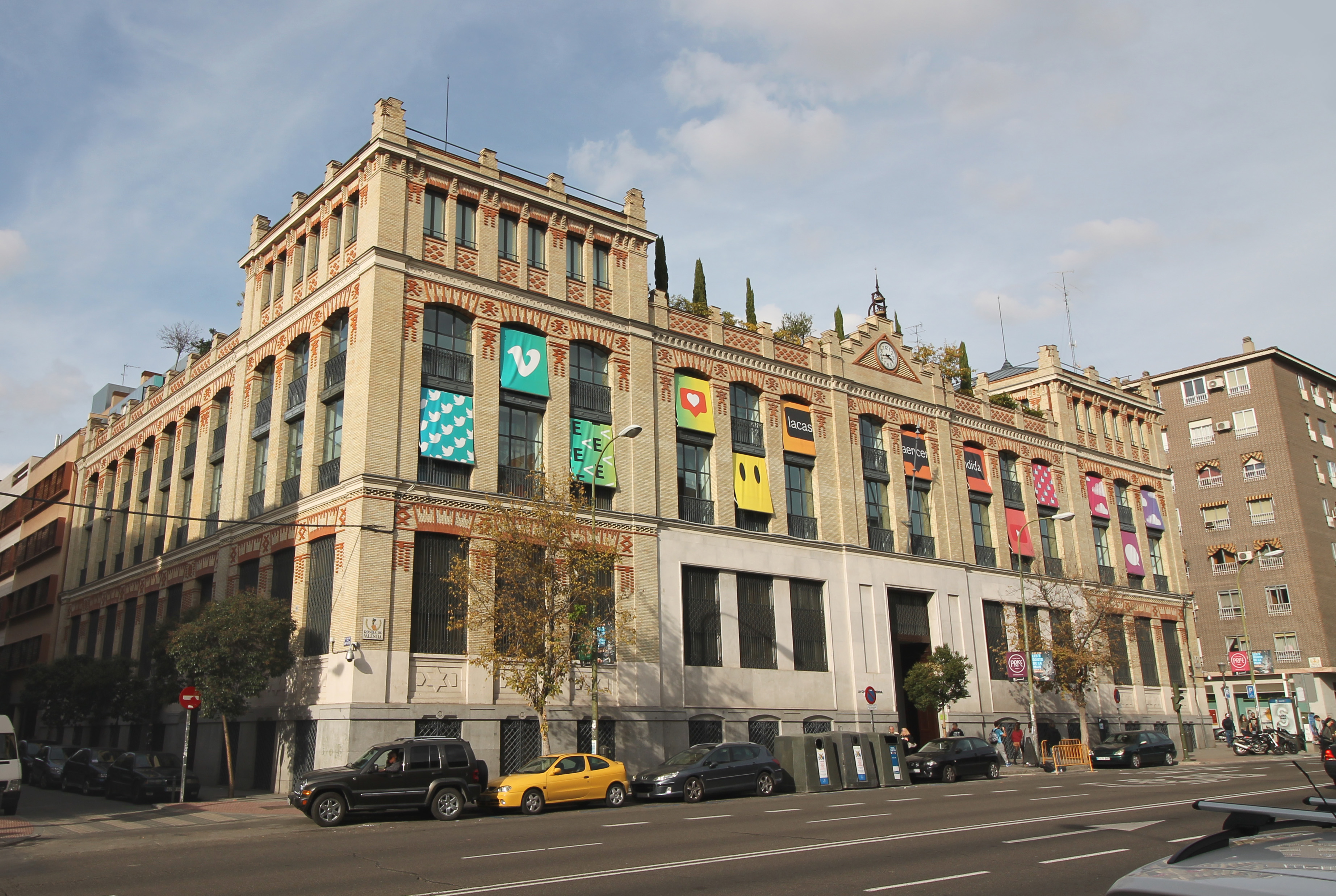
La Casa Encendida, en el número 2.

La Ronda de Valencia es una calle de Madrid que inicia su recorrido desde la Glorieta de Atocha hasta la de Embajadores. Su recorrido actual coincide con la trayectoria de un antiguo camino que transcurría paralelo a la vieja cerca que rodeaba la ciudad, desde la puerta de Atocha hasta el portillo de Embajadores, con prolongación a la Puerta de Toledo. Hubo un tiempo en el que se pretendió que la Ronda de Valencia fuese la extensión del denominado eje cultural Prado-Recoletos, en el centro de Madrid.

## Historia
Coincide su recorrido con la vieja cerca que rodeaba la ciudad, cerca que fue mandada derribar por el Ayuntamiento de Madrid tras la revolución de 1868. Parte de los cementerios anexos a la parte posterior del Hospital General y de Pasión de Atocha se encontraban en el área que cruza la calle. Dichos espacios se encontraban más allá de la calle de Argumosa. El hospital se transforma a finales del siglo XX en el Museo Nacional Centro de Arte Reina Sofía.
El arquitecto Fernando Arbós y Tremanti diseña y construye en 1878 la casa de empeños del Monte de Piedad, que desde 2002 es la denominada Casa Encendida. Enfrente (en el número 5 de la Ronda) se ubica el antiguo taller de carpintería y almacén de maderas y vivienda palaciega de Don Martín Martínez. La adyacente fábrica de galletas Pacisa (proyecto original de 1922 atribuido a Luis Martínez Díaz), situada en el número 35 de la Ronda, cuya fachada de ladrillo de estilo neomudéjar era la entrada por la que debían pasar los carruajes de la fábrica. La construcción de un nuevo edificio se inició en 2002 siguiendo el proyecto del arquitecto Mariano Bayón, en el lugar en el que se encontraba la Fábrica, siendo posteriormente desde 2002 la sede del Circo Price. Resto de la historia como zona industrial se encuentra en el número 5 de la calle la antigua fábrica de maderas, (rehabilitado para viviendas), edificada en el año 1904, y cuyo diseño se debe al arquitecto José Purkiss Zubiría. La Ronda finaliza en la glorieta de Embajadores en la cercanía de la Fábrica de Tabacos, ejemplo industrial del siglo XVIII. La obra fue proyectada por el arquitecto Manuel de la Ballina.
En 1901 los salesianos crean un edificio dedicado a la enseñanza: Salesianos Atocha. Desde 1956, el Centro se encuentra instalado en el número 3 de la Ronda de Valencia la Escuela Universitaria de Ingeniería Técnica Industrial de la Universidad Politécnica de Madrid. Se instalan en el año 1968 unos pasos elevados para coches (denominado “Escaléxtric de Atocha”), fenómeno que afecta a la transitabilidad de la calle que ve aumentado su caudal de tráfico rodado. En el año 1985 el alcalde de Madrid, Enrique Tierno Galván, decide desmontar el “Escaléxtric” dando lugar a la construcción de un túnel que conecta la Ronda de Valencia con el Paseo de María Cristina.